# Колыбель цивилизации

Плодородный полумесяц. Именно на него ссылается большинство западных и ближневосточных учёных, говоря о колыбели цивилизации.

Колыбель цивилизации —  возможное место зарождения цивилизации.
Обычно этот термин применяют к культурам эпохи медного века, зародившимся на древнем Ближнем Востоке — это, в частности, Эль-Обейдская культура и Накадская культура, давшие начало шумерской и древнеегипетской цивилизациям соответственно. Территории Плодородного полумесяца (Месопотамия и Левант), Армении, Иранского нагорья (древние Элам и Аратта), Центральной и Восточной Анатолии в целом считаются первой колыбелью цивилизации.
Кроме того, этот термин употребляют применительно к некоторым другим азиатским культурам, расположенным вдоль долин крупных рек, таких как река Инд (Индская цивилизация) на Индийском субконтиненте и Хуанхэ (династия Шан) в Китае, а также древнейшим культурам в других ранних очагах цивилизации: в Греции (Кикладская цивилизация, минойская цивилизация), Перу (культура Норте-Чико с городом Караль) и Мезоамерике (ольмекская цивилизация).
Спекуляции вокруг «колыбели цивилизации» характерны для псевдоисторической и эзотерической литературы о «потерянных цивилизациях и континентах», иногда окрашенной в националистические тона (провозглашающей таковыми Тайвань, Аркаим, Триполье и т. д.).